# Пресечено шесторедово квадратно пано
Пресеченото шесторедово квадратно пано е еднообразно хиперболично пано. Връхната фигура е равнобедрен триъгълник. На всеки връх има един шестоъгълник и два осмоъгълника. Дуалното пано е четириредово шестоделно шестоъгълно пано.

## Свързани многостени и пана

### Четиришестоъгълни пана
- четириредово шестоъгълно пано (смяна: двучетириъгълно тричетириъгълно пано)
- пресечено четириредово шестоъгълно пано (смяна: скосено шестошестоъгълно пано)
- четиришестоъгълно пано (смяна: сменено четиришестоъгълно пано)
- пресечено шесторедово квадратно пано (смяна: скосено четиритричетириъгълно пано)
- шесторедово квадратно пано (смяна: шесторедово шестоъгълно пано)
- четиричетиришестоъгълно пано (смяна: сменено четиричетиришестоъгълно пано)
- пресечено четиришестоъгълно пано (смяна: скосено четиришестоъгълно пано)

### Четиричетиритриъгълни пана
- двучетириъгълно тричетириъгълно пано
- тричетиричетириъгълно пано
- шесторедово квадратно пано
- тричетиричетириъгълно пано
- двучетириъгълно тричетириъгълно пано
- четиришестоъгълно пано
- пресечено шесторедово квадратно пано
- скосено четиритричетириъгълно пано
- сменено четиришестоъгълно пано
- шесторедово шестоъгълно пано

### Пресечени квадратни многостени и пана
- осмоъгълен двустен
- пресечен куб
- пресечено квадратно пано
- пресечено петоредово квадратно пано
- пресечено шесторедово квадратно пано
- пресечено седморедово квадратно пано
- осмоъгълно пано
- пресечено деветоредово квадратно пано